# Ava Gardner
Ava Lavinia Gardner (Smithfield, Carolina del Norte, 24 de diciembre de 1922-Ciudad de Westminster, Londres, 25 de enero de 1990), conocida como Ava Gardner, fue una actriz de cine estadounidense nominada a los Premios Óscar, considerada una de las grandes estrellas del siglo XX y uno de los mitos del séptimo arte, admirada por su exuberante y fotogénica belleza. Es la vigésima quinta estrella femenina en la lista del AFI sobre las estrellas de la Época de Oro de Hollywood.

## Infancia y juventud
Ava Gardner nació en 1922 en la pequeña comunidad rural de Johnston, Smithfield en el estado de Carolina del Norte. Creció en el ambiente rústico del campo, en el seno de una familia muy pobre de cultivadores de tabaco y algodón, junto con sus seis hermanos, de los cuales ella era la menor. Su madre, Mary Elizabeth "Molly" Baker, era una mujer bautista de orígenes irlando-escoceses e ingleses y su padre, Jonas Bailey Gardner, era un hombre católico de ascendencia irlandesa y amerindia. Cuando los hermanos aún eran pequeños, la familia Gardner perdió la propiedad que tenía y Jonas Gardner se vio obligado a trabajar en un aserradero y su madre, Molly, como cocinera y ama de llaves en el colegio mayor de Brogden. Su primo, Ambler William Winstead, era el abuelo de la también actriz Mary Elizabeth Winstead, estableciendo un parentesco entre ambas.
Al cumplir Ava 13 años, toda la familia se trasladó a Newport News, en el estado de Virginia, esperando mejorar su suerte. Pero, en poco tiempo, ante las dificultades de encontrar empleo, tuvieron que volver a mudarse a Rock Ridge, un suburbio de Wilson (Carolina del Norte). En 1938 su padre, Jonas Gardner, murió de bronquitis y Ava y algunos de sus hermanos decidieron acudir a la escuela de Rock Ridge con el fin de graduarse. De esta forma, Ava pudo ir posteriormente a clases de secretariado en el Atlantic City Christian College.

## Carrera cinematográfica

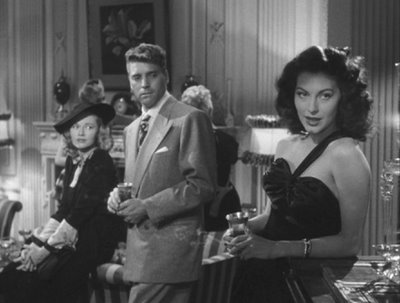
Fotograma de Ava Gardner y Burt Lancaster del tráiler de la película The Killers.

### Inicios en el séptimo arte
Con 18 años, Ava se había convertido en una bella joven de ojos verdes y una preciosa melena de color castaño. Así, en 1940 mientras estaba visitando a su hermana Beatriz en Nueva York, el marido de esta, que era fotógrafo, le pidió si le podía hacer algunas fotos y, satisfecho con el resultado, decidió colgarlas en el escaparate de su estudio fotográfico de la Quinta Avenida.
Dio la casualidad de que, mientras sus fotografías estaban expuestas en el establecimiento de su cuñado, Barnard "Barney" Duhan, un cazatalentos de los estudios Metro-Goldwyn-Mayer, las vio y decidió ponerse en contacto con ella. Duhan entró en la tienda y pidió su número de teléfono, pero no consiguió que nadie se lo diera. Finalmente, se fue comentando que "alguien tenía que enviar información de ella a MGM" y su hermana lo hizo inmediatamente. En poco tiempo, Ava, que aún era estudiante del Atlantic Christian College, viajó de nuevo a Nueva York para entrevistarse con los directivos que la MGM tenía en las oficinas de la ciudad y aquel mismo año se le ofreció un contrato de siete años con la compañía. En 1941 dejó la escuela para ir a Hollywood con su hermana Beatriz y lo primero que hizo fue ir a clases de arte dramático y de dicción, ya que su acento de Carolina del Norte era prácticamente incomprensible.
En 1942 comenzó a intervenir como personaje secundario en largometrajes y en los siguientes años actuó en numerosas producciones de modesto presupuesto, como La casa encantada (1943), una comedia de terror que pertenece a la etapa de decadencia del gran Béla Lugosi, o Three men in white, de 1944, una comedia-drama de médicos en la que intervenían también Van Johnson y Lionel Barrymore.

### Los años dorados
Su gran oportunidad llegó en 1946 con dos títulos: el thriller Whistle stop, en el que tuvo un papel principal junto a George Raft, y el drama negro Los asesinos, basado en una historia de Ernest Hemingway, donde se lucía junto a un también jovencísimo Burt Lancaster y a Edmond O'Brien. Fue esta última película la que la puso en el mapa dentro de la industria de Hollywood.
En los siguientes años despuntó en The hucksters (junto a Clark Gable), Venus era mujer y Soborno (1949), un thriller dramático dirigido por Robert Z. Leonard, donde actúa junto a Robert Taylor que, según la leyenda, fue otra de sus conquistas amorosas.
A partir de aquí, comenzó su reinado al encadenar producciones de muchos medios para los grandes estudios y realizar grandes interpretaciones. Sobresalen: El gran pecador (drama moral —que no moralista— con grandes trabajos de Gregory Peck y Ethel Barrymore y un guion impecable), Mundos opuestos (1949, donde la actriz trabajó junto a James Mason, Barbara Stanwyck y Van Heflin), Pandora y el holandés errante (1951), drama onírico-vanguardista, donde Ava actuaba con James Mason y otra de sus sonadas conquistas, el torero Mario Cabré, rodando la película parcialmente en España y llenando los titulares de la prensa de la época. En esta etapa comenzaron sus escalas en Madrid, sus estancias en España y sus amores (con Luis Miguel Dominguín, Carlos Larrañaga...).
Rodó Magnolia, una versión cinematográfica de una legendaria obra musical de Broadway, pero finalmente los productores decidieron que no se utilizase su voz en las partes cantadas. Trabajó con Howard Keel y Agnes Moorehead. Luego actuó en Mi pasado prohibido junto a Robert Mitchum (1951), con quien mantuvo otro romance. Siguieron las películas: Las nieves del Kilimanjaro (su segunda obra de Hemingway, en África y junto a Gregory Peck y Susan Hayward) y Mogambo (1953), filme de inusitada popularidad dirigido por John Ford y donde Ava compartió protagonismo junto a Grace Kelly y un imponente Clark Gable.
Tras Los caballeros del rey Arturo, clásico del cine de aventuras medievales, con Robert Taylor y Mel Ferrer en la lujosa producción de MGM, Ava comenzó a atravesar algunos problemas personales y de salud. Todavía briló en La condesa descalza, en un papel inspirado en la vida de Rita Hayworth, donde dio lo mejor de sí misma y logró una de sus mejores caracterizaciones —si no la mejor—, acompañada por Humphrey Bogart, Edmond O'Brien, Rossano Brazzi y Valentina Cortese.

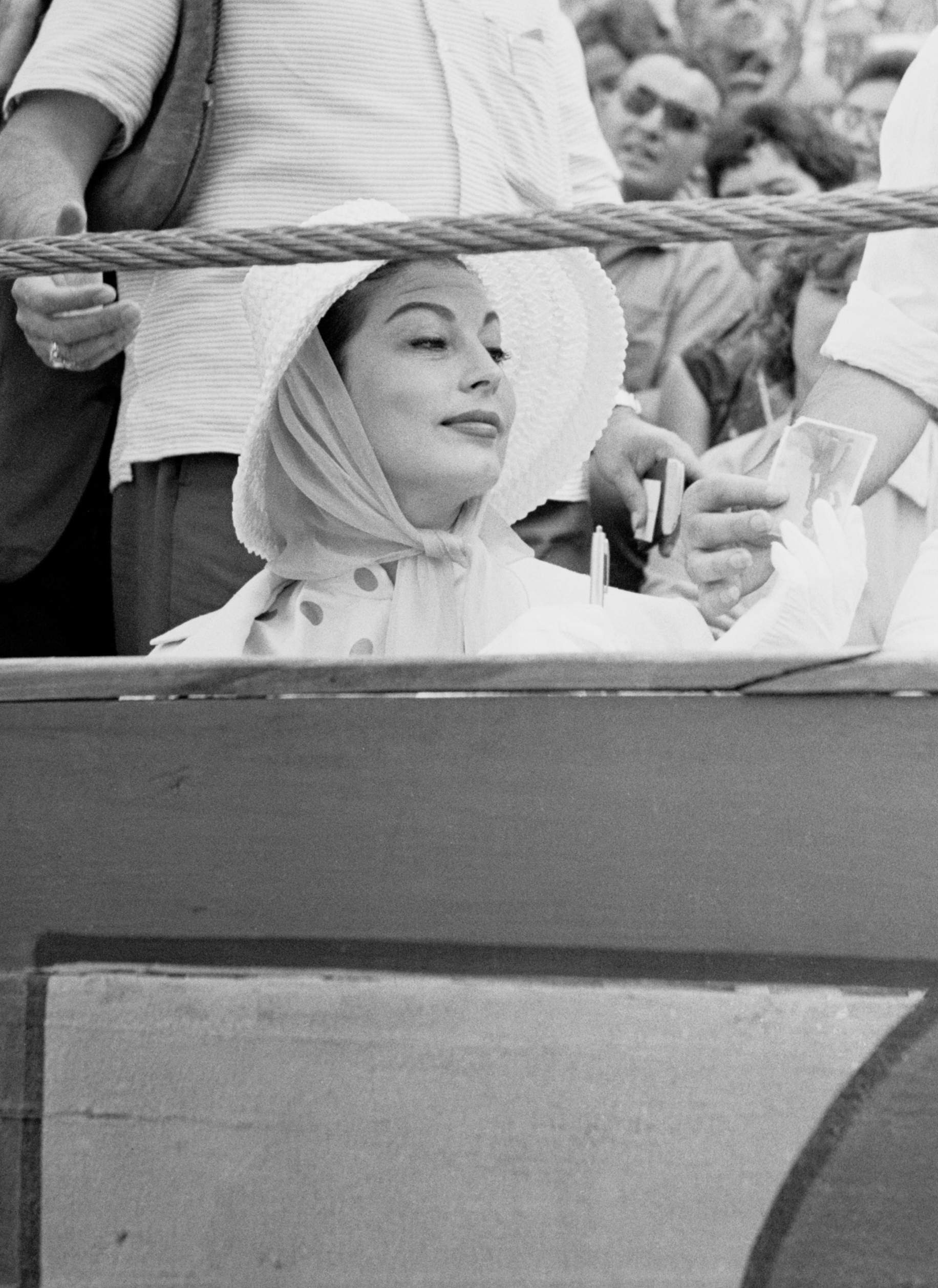
Ava Gardner en la plaza de toros de La Malagueta, agosto de 1960.

Hacia 1955 Ava empieza a residir de manera habitual en España; dice no encajar en el tipo de vida de Hollywood y en Europa vive en un relativo anonimato, menos perseguida por la prensa. En 1954 compra por 66 000 $ de la época una casa en La Moraleja, a las afueras de Madrid, y años después se muda a la capital. En el barrio residencial de El Viso (Chamartín) es vecina del general Juan Domingo Perón, expresidente de Argentina, quien la denuncia por el alboroto que generan sus fiestas. Con base en esta etapa de su vida, el actor y director español Paco León produciría en 2018 la serie de televisión Arde Madrid, una comedia dramática emitida en España que muestra la vida de la actriz (encarnada por Debi Mazar) desde la perspectiva de sus empleados domésticos.
En esos años llegan para Ava filmes de menor éxito y/o entidad: el drama romántico-de aventuras Destinos cruzados (junto a Stewart Granger), la comedia de origen teatral La cabaña (junto a David Niven), su tercer Hemingway llamado en España Fiesta (al lado de Tyrone Power en una de sus últimas interpretaciones), la biografía de la duquesa de Alba en La Maja Desnuda (1958; con Tony Franciosa encarnando a Goya) y el drama On the Beach (La hora final, en España), sobre las consecuencias de la explosión de una bomba nuclear, que Stanley Kramer rodó en 1959 junto a Gregory Peck y Fred Astaire.
Durante todo este tiempo, la actriz fue encasillada como estrella de gran atractivo físico, además de original, y calificada por la publicidad de su estudio como «el animal más bello del mundo», eslogan que Ava odiaba.

### Años de madurez
Los años 60 van a cambiar todo ello, tanto porque Ava Gardner va envejeciendo como porque cambian los gustos del público. En 1960 actúa en El ángel vestía de rojo junto a su amigo Dirk Bogarde, película que tuvo que ser rodada en Italia, pese a estar ambientada durante la guerra civil española.
Ella encuentra mayor dificultad a la hora de encontrar papeles de altura, o al desechar títulos memorables como Dulce pájaro de juventud, La Pantera Rosa o El Graduado, entre otros. No obstante, tres películas sobresalen de esta etapa: en 55 días en Pekín (1963), realiza una memorable encarnación de una condesa arruinada en medio de una revolución anticolonial, con Charlton Heston y David Niven a su lado. Siete días de mayo (1963) es casi la mejor película estadounidense de trasfondo político de la década, y una de las mejores de su director —John Frankenheimer— donde Ava compartía cartel con Burt Lancaster, Kirk Douglas y Fredric March. Por último, en 1964 protagonizó La noche de la iguana (dirigida por John Huston y basada en la obra teatral de Tennessee Williams), destacándose junto a Richard Burton y Deborah Kerr.
Sin embargo, merecen recordarse también sus apariciones en películas que no tuvieron tanta fortuna comercial o artística: La Biblia (1966), superproducción dirigida por John Huston, y Mayerling (1968), dirigida por Terence Young, en la que encarnó a la emperatriz Sissí dentro de un reparto con Omar Sharif y Catherine Deneuve.
En 1968 Ava dejó España, supuestamente por problemas fiscales, y se instaló en Londres, ya parcialmente retirada. En 1969 actuó bajo las órdenes del actor/director Roddy McDowall en la película La balada de Tam Lin donde McDowall le rinde un homenaje a su belleza. Esta película fue reeditada y lanzada en 1972 bajo el título La viuda diabólica.
Dos películas de los años 70, The Life and Times of Judge Roy Bean (El juez de la horca), de John Huston (1972) y Terremoto (1974) fueron grandes éxitos, cintas dignas y bastante apreciables y buenas interpretaciones de Ava y su espléndida madurez física. También destaca en un entretenido thriller británico de 1975 donde la actriz compartía protagonismo con el inolvidable Dirk Bogarde y con Timothy Dalton: El hombre que decidía la muerte. Por último, Gardner descollaba en la fantasía de estrepitoso fracaso comercial El pájaro azul (1976), junto a Elizabeth Taylor, Jane Fonda y Cicely Tyson, primera coproducción en plena guerra fría entre los EE. UU. y la ex Unión Soviética.
Posteriormente intervino en el filme de género catastrófico El puente de Casandra (1977) junto a Sophia Loren, Burt Lancaster, Richard Harris, Martin Sheen y O.J. Simpson; en la interesante cinta de terror La centinela (1977), al lado de Cristina Raines y Chris Sarandon; en Emergencia (1979, City on Fire) y en un drama de intriga donde ya realizaba un papel muy secundario pero todavía jugoso: El secuestro del presidente (1980), donde el susodicho era el notable Hal Holbrook. Actuó también en el filme biográfico del escritor D. H. Lawrence, Sacerdote del amor (1981, Priest of Love), junto a Ian McKellen y John Gielgud.
Su último trabajo para el cine fue en 1982 en Regina, junto a Anthony Quinn, rodada íntegramente en Cinecittá, donde componía a una mamma posesiva y tirana. Esta película no fue estrenada comercialmente, y fue distribuida a través de vídeo.
Intervino más tarde en varias producciones para la televisión, como Harem, junto a Omar Sharif, y Knots Landing. También participaría en la serie Anno Domini, donde interpreta a Agripina, la poco escrupulosa madre del emperador Nerón, y en una nueva versión de El largo y cálido verano, junto a Jason Robards, Don Johnson y Cybill Shepherd. Su última labor interpretativa la realizó en el piloto de una serie televisiva junto a Stefanie Powers, titulada Maggie, que no llegó a estrenarse.

## Vida sentimental y muerte
- Ava estuvo casada en tres ocasiones, todas ellas con artistas conocidos.
- Su primer matrimonio fue con el actor Mickey Rooney poco después de llegar a Hollywood el 10 de enero de 1942, y duró menos de un año. Fue la única que nunca pidió indemnización de su matrimonio con el actor.
- El segundo, en 1945 fue con el mítico músico Artie Shaw, exmarido de Lana Turner, y fue igual de breve.
- Fue pretendida obsesivamente por el excéntrico millonario Howard Hughes, cuyas propuestas de matrimonio siempre rechazó, aunque mantuvieron una prolongada amistad.
- Su tercer marido fue el legendario cantante y actor Frank Sinatra, quien se separó de su esposa por ella, y con el que estuvo casada durante seis tormentosos años, entre 1951 y 1957; su relación hizo correr ríos de tinta en periódicos y revistas de espectáculos.
- La relación de Ava con Frank Sinatra se reflejó en la canción I'm a fool to want you, un estándar del jazz, escrita por Jack Wolf, Joel Herron, y el propio Frank Sinatra, que apareció en 1951, el año en que ambos se casaron; en esa época discutían, se separaban y reconciliaban frecuentemente, según cuenta la misma Ava en el libro Ava Gardner: The Secret Conversations, en el cual también reconocía que la letra de esa canción era “muy personal”.[7]
- Se cuenta que, aún en su vejez, Ava escuchaba en su casa los discos de Frank, y de hecho mantuvieron su amistad. En 1988 ella sufrió una apoplejía y Sinatra costeó su traslado y tratamiento en Estados Unidos. Cuando ella se recuperó, pagó su vuelo de regreso a Londres.
- Su madre murió de cáncer uterino y ella, por temor a heredar la enfermedad, se sometió a una intervención preventiva donde le practicaron una histerectomía.
- Murió en Londres de una neumonía a los 67 años de edad, el 25 de enero de 1990.
- Está sepultada en el Sunset Memorial Park de Smithfield, en Carolina del Norte.

## Filmografía
| Año  | Título                               |
| ---- | ------------------------------------ |
| 1942 | Joe Smith, American                  |
| 1943 | La casa encantada                    |
| 1944 | Three Men in White                   |
| 1944 | Maisie Goes to Reno                  |
| 1945 | She Went to the Races                |
| 1946 | The Killers                          |
| 1946 | Whistle Stop                         |
| 1947 | Mercaderes de ilusiones              |
| 1947 | Una vida y un amor                   |
| 1948 | One Touch of Venus                   |
| 1949 | Mundos opuestos                      |
| 1949 | The Great Sinner                     |
| 1949 | Soborno                              |
| 1951 | Show Boat                            |
| 1951 | My Forbidden Past                    |
| 1951 | Pandora y el holandés errante        |
| 1952 | Las nieves del Kilimanjaro           |
| 1952 | Estrella del destino                 |
| 1953 | Los caballeros del rey Arturo        |
| 1953 | Mogambo                              |
| 1953 | Ride, Vaquero!                       |
| 1954 | La condesa descalza                  |
| 1956 | Cruce de destinos                    |
| 1957 | Fiesta                               |
| 1957 | La cabaña                            |
| 1959 | La hora final                        |
| 1959 | La maja desnuda                      |
| 1960 | The Angel Wore Red                   |
| 1963 | 55 días en Pekín                     |
| 1964 | La noche de la iguana                |
| 1964 | Siete días de mayo                   |
| 1966 | La Biblia                            |
| 1968 | Mayerling                            |
| 1972 | The Life and Times of Judge Roy Bean |
| 1972 | The Devil's Widow                    |
| 1974 | Terremoto                            |
| 1975 | Permission to Kill                   |
| 1976 | El pájaro azul                       |
| 1977 | The Sentinel                         |
| 1977 | El puente de Casandra                |
| 1979 | City on Fire                         |
| 1980 | The Kidnapping of the President      |
| 1981 | Sacerdote del amor                   |
| 1982 | Regina Roma                          |
| 1984 | A.D. Anno Domini (miniserie de TV)   |

## Premios y distinciones
Premios Óscar
| Año  | Categoría               | Película | Resultado |
| ---- | ----------------------- | -------- | --------- |
| 1954 | Oscar a la mejor actriz | Mogambo  | Nominada  |

Globos de Oro
| Categoría            | Película              | Resultado |
| -------------------- | --------------------- | --------- |
| Mejor Actriz - Drama | La Noche de la Iguana | Nominada  |

Premios BAFTA
| Categoría    | Película              | Resultado |
| ------------ | --------------------- | --------- |
| Mejor Actriz | Bohwani Junction      | Nominada  |
| Mejor Actriz | La Hora Final         | Nominada  |
| Mejor Actriz | La Noche de la Iguana | Nominada  |

Festival Internacional de Cine de San Sebastián
| Año  | Categoría                         | Película              | Resultado |
| ---- | --------------------------------- | --------------------- | --------- |
| 1964 | Concha de Plata a la mejor actriz | La noche de la iguana | Ganadora  |

## Libros
- Ava, una biografía de Roland Flamini, Coward, McCann & Geoghegan Publishers, 1983.
- Ava Gardner, de Nuria Vidal, Fotogramas Libros, Colección Stars, Barcelona, 1988.
- Gardner, Ava ([1990] 1995): Ava, con su propia voz / traducción y prólogo de Lucía Graves - Barcelona: Grijalbo Mondadori, 1995 - ISBN 84-253-2746-6 - Traducción de: Ava, My Story. London: Bantam Press, 1990.
- Los hombres de Ava, de Jane Ellen Wayne, 1990.

- Ava Gardner, la diosa descalza, de Juan Carlos Prats, editorial JC Clémentine, Madrid, 2000.
- Grabtown Girl: Ava Gardner's North Carolina Childhood and her Enduring Ties to Home, de Doris Rollins Cannon, Editorial Down Home Press, 2001.
- Ava Gardner, beautiful, wild, innocent, de Gilles Dagneau, Editorial Gremese, 2002.
- Beberse la vida, Ava Gardner en España, de Marcos Ordóñez, editorial Aguilar, Madrid, 2004.

- Ava Gardner. De la A a la Z, de José Manuel Serrano Cueto, Madrid, Jaguar, 2007.

- Mitos de Cano, de Paco Cano y Andrés Amorós, Rom editors, 2009.
- Diosas de Hollywood. Las vidas de Ava Gardner, Grace Kelly, Rita Hayworth y Elizabeth Taylor más allá del glamour, de Cristina Morató, Plaza & Janés, 2019.